# Терра інкогніта

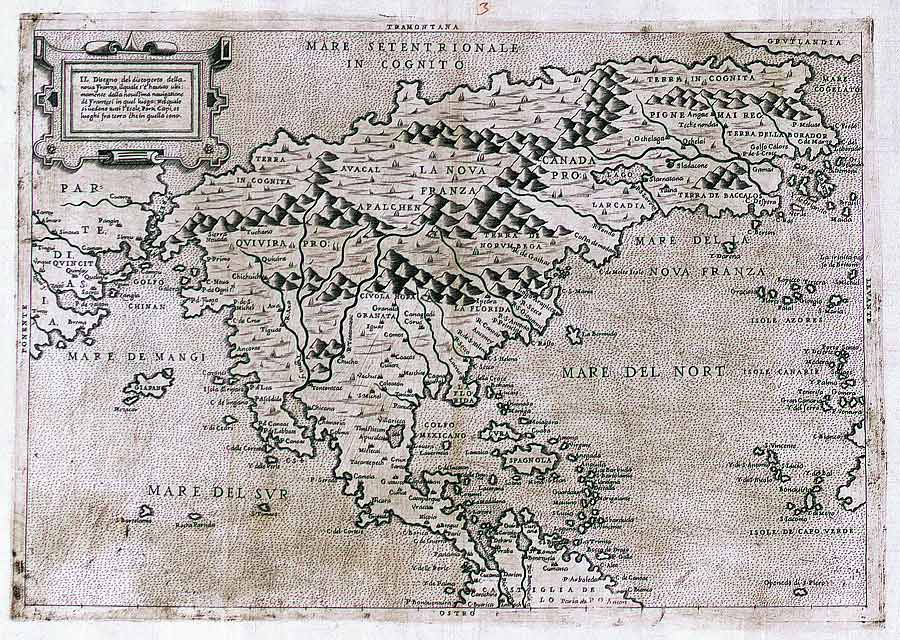
Мапа Північної Америки з позначенням невідомих земель та морів, 1556 рік

Те́рра інко́ґніта (від лат. Terra incognita — невідома, незвідана земля) — латинська фраза, яка історично вживалась у картографії для позначення на картах невідомих територій. Вважається, що цей вислів вперше зустрічається в «Географії» Птолемея прибизно 150 року. Термін був повторно введений у XV столітті після перевідкриття праці Птолемея в Добу великих географічних відкриттів. На французьких картах еквівалентом буде terres inconnues (форма множини), а на деяких англійських картах можуть бути невідомі частини.
Подібним чином незвідані або невідомі моря будуть позначатися як mare incognitum, що латиною означає «невідоме море».

## Деталі
Міська легенда стверджує, що картографи позначали такі регіони «Тут живуть дракони». Хоча картографи дійсно стверджували, що фантастичні звірі (включно з великими зміями) існували у віддалених куточках світу та зображувалися як прикраса на своїх картах, існує лише одна відома вціліла карта, Глобус Ханта–Ленокса, у колекції Нью-Йоркської публічної бібліотеки.
Крім того, «terra incognita» також може стосуватися гіпотетичного континенту Невідомої Південної землі, як видно на карті Theatrum Orbis Terrarum ("Театр Земного Кола") Абрагама Ортеліуса (1570).
Протягом XIX століття «terra incognita» зникла з карт; як узбережжя, так і внутрішні частини континентів були повністю досліджені ще до появи аерофотознімків і супутникових зображень у XX столітті. Однак дно океанів залишається майже не нанесеним на карту, як і багато інших поверхонь суші в Сонячній системі. Наприклад, лише 40% поверхні супутника Нептуна Тритона було нанесено на карту, а решта є terra incognita.
Фраза зараз використовується метафорично для опису будь-якого невивченого предмета чи галузі дослідження.

## Етимологія
- Terra: латинською означає "земля". Пов'язані українські слова включають наземний, земний, територія.
- Incognita: з латинської cognoscere "знати; бути ознайомленим з чимось". Пов'язані українські слова включають агностичний, пізнання, гносичний.

Додаткову історію термінів див. Невідома Південна земля.